# 小雷希库尔
小雷希库尔（法語：Réchicourt-la-Petite，法語發音：[ʁeʃikuʁ la pətit]）是法国默尔特-摩泽尔省的一个市镇，位于该省南部，属于吕内维尔区。

## 地理
小雷希库尔（48°43'9"N, 6°34'58"E）面积5.5 平方千米，位于法国大東部大區默尔特-摩泽尔省，该省份为法国东北部内陆省份，是洛林的一部分，北邻比利时、卢森堡，北起顺时针与摩泽尔省、下莱茵省、孚日省和默兹省接壤。
与小雷希库尔接壤的市镇（或旧市镇、城区）包括：小伯藏日、阿拉库尔、比尔、宽库尔、瑞夫勒库尔、克桑雷。

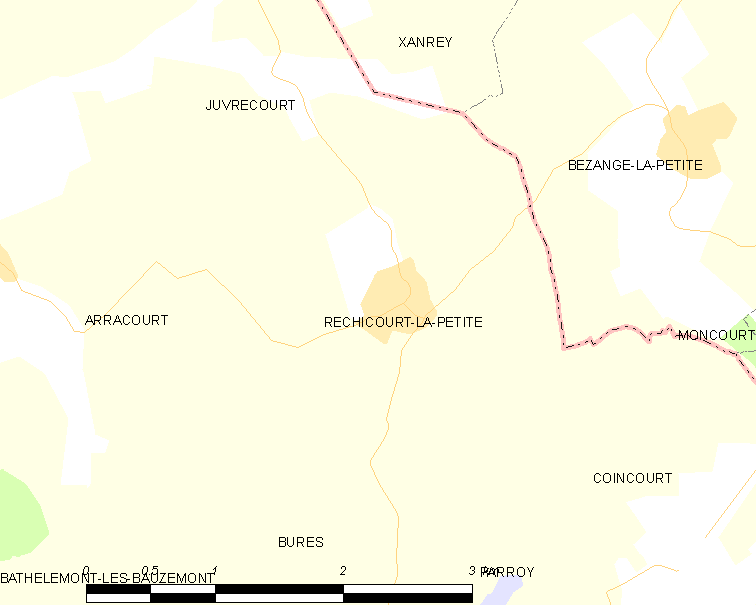
小雷希库尔的OSM定位图

小雷希库尔的时区为UTC+01:00、UTC+02:00（夏令时）。

## 行政
小雷希库尔的邮政编码为54370，INSEE市镇编码为54446。

## 政治
小雷希库尔所属的省级选区为巴卡拉县。

## 人口

1962-2008年间小雷希库尔人口变化图示

小雷希库尔于2022年1月1日时的人口数量为63人。